# Канталь
Канта́ль (фр. Cantal; окс. Cantal [tsaⁿˈtal], Cantau [tsaⁿˈtax], Chantal [tsaⁿˈta], Chantau [tsaⁿˈtaw]) — департамент на юге центральной части Франции, один из департаментов региона Овернь — Рона — Альпы. Порядковый номер — 15. Административный центр — Орийак. Население — 154 135 человек (96-е место среди департаментов, данные 2010 г.).

## География
Площадь территории — 5726 км².

## История
Канталь — один из первых 83 департаментов, созданных в марте 1790 года. Занимает часть территории бывшей провинции Овернь.
Родина двух президентов Франции: Поля Думера и Жоржа Помпиду.

## Литература

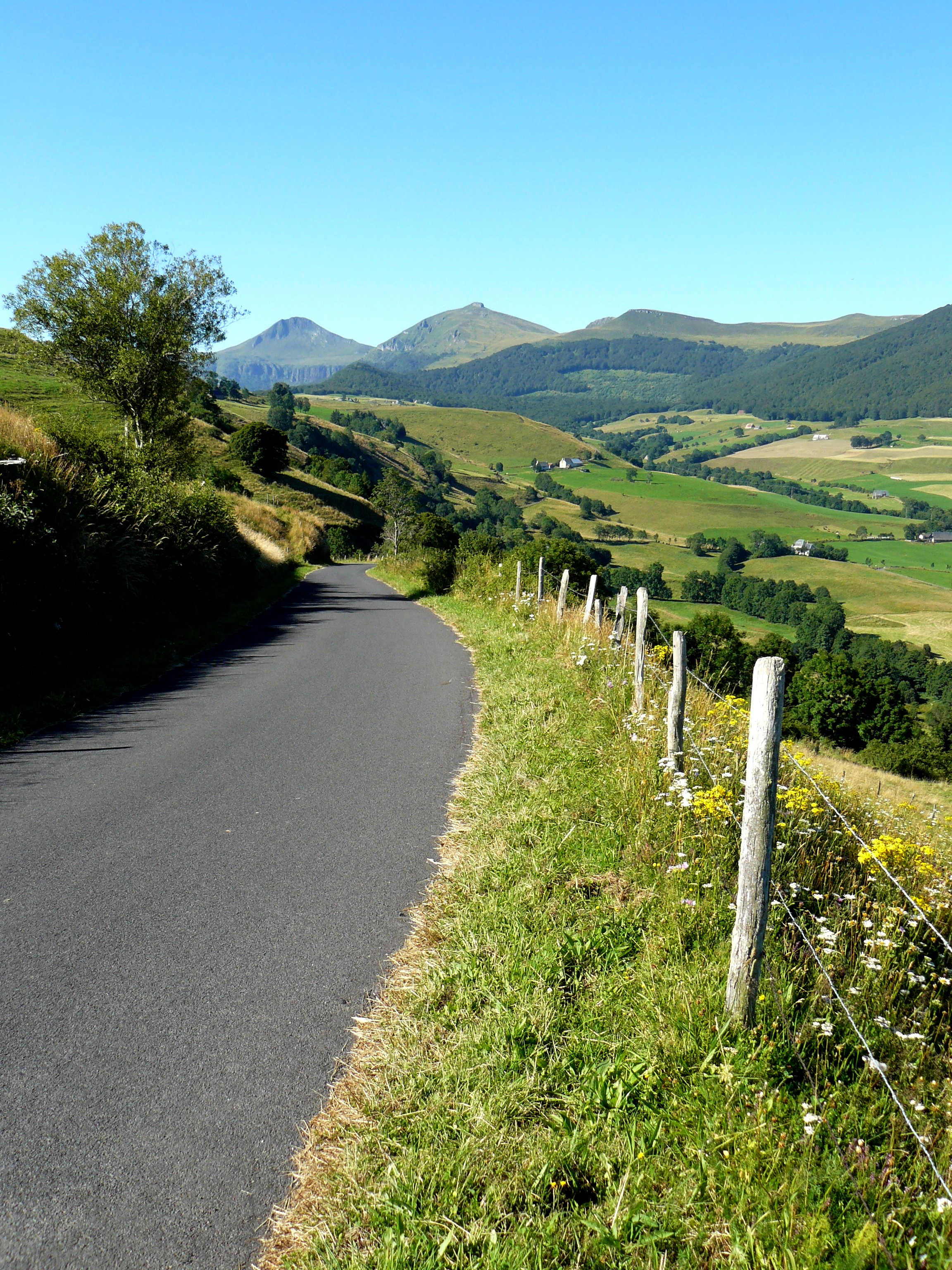
Пейзаж Кантали

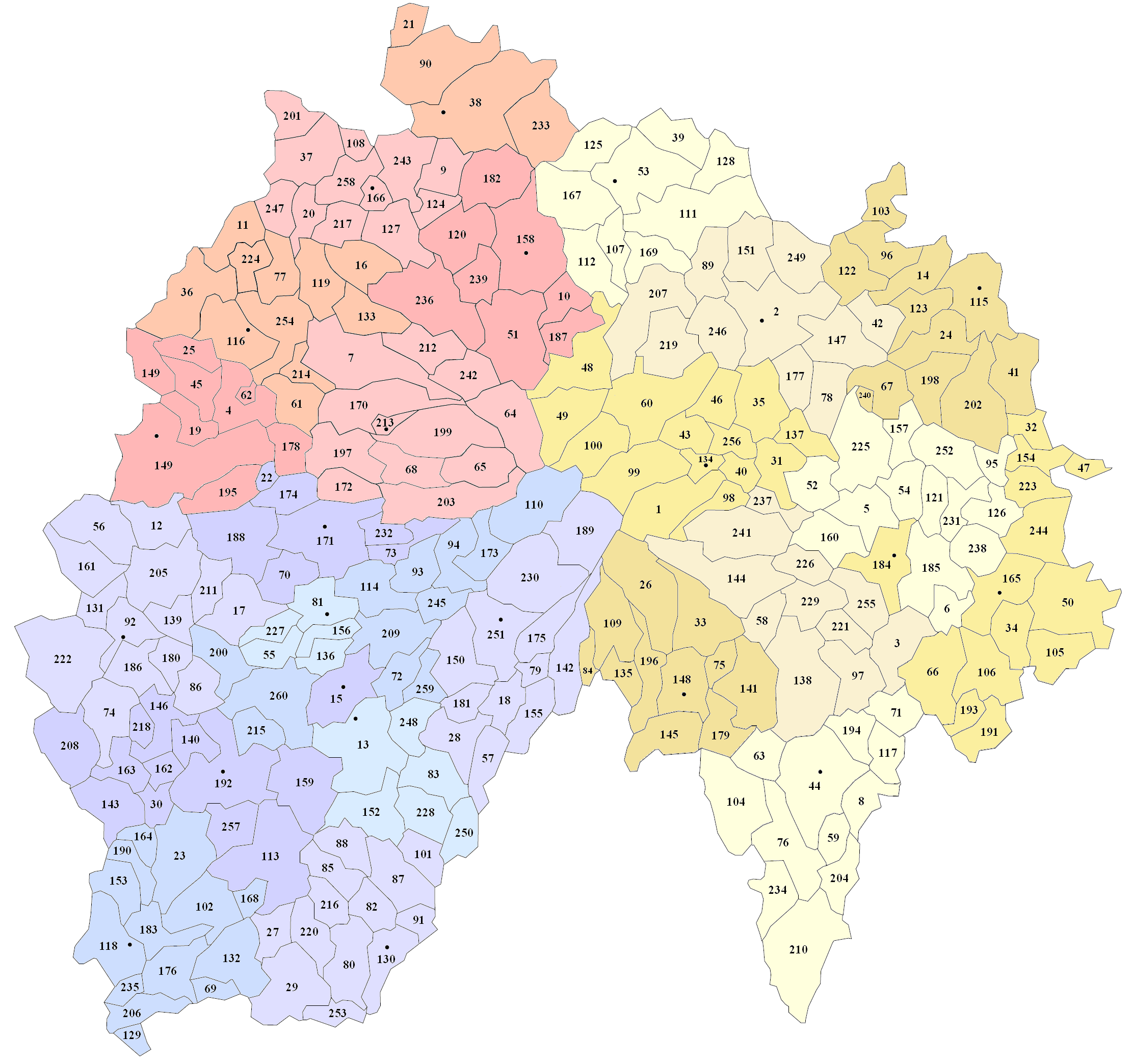
Карта административно-территориального деления департамента Канталь

## Административно-территориальное деление
Департамент включает: 
- 3 округа:
  - Орийак (Aurillac)
  - Морьяк (Mauriac)
  - Сен-Флур (Saint-Flour)
- 27 кантонов,
- 260 коммун.